# Erika Zafirova
Erika Zafirova –en búlgaro, Ерика Зафирова– (Kiustendil, 7 de mayo de 1999) es una deportista búlgara que compite en gimnasia rítmica, en la modalidad de conjuntos.
Participó en los Juegos Olímpicos de Tokio 2020, obteniendo una medalla de oro en la prueba por conjuntos (junto con Simona Diankova, Stefani Kiriakova, Madlen Radukanova y Laura Traets).
Ganó dos medallas en el Campeonato Mundial de Gimnasia Rítmica de 2019 y dos medallas en el Campeonato Europeo de Gimnasia Rítmica de 2021.

## Palmarés internacional
| Juegos Olímpicos   | Juegos Olímpicos  | Juegos Olímpicos  | Juegos Olímpicos        |
| Año                | Lugar             | Medalla           | Prueba                  |
| ------------------ | ----------------- | ----------------- | ----------------------- |
| 2020               | Tokio (Japón)     | Medalla de oro    | Conjuntos               |
| Campeonato Mundial |                   |                   |                         |
| Año                | Lugar             | Medalla           | Prueba                  |
| 2019               | Bakú (Azerbaiyán) | Medalla de plata  | 5 con pelota            |
| 2019               | Bakú (Azerbaiyán) | Medalla de bronce | Concurso completo       |
| Campeonato Europeo |                   |                   |                         |
| Año                | Lugar             | Medalla           | Prueba                  |
| 2021               | Varna (Bulgaria)  | Medalla de oro    | 5 con pelota            |
| 2021               | Varna (Bulgaria)  | Medalla de plata  | 3 con aro + 2 con mazas |